# Muellerobryum whiteleggei
Muellerobryum whiteleggei är en bladmossart som beskrevs av Fleischer 1905. Muellerobryum whiteleggei ingår i släktet Muellerobryum och familjen Pterobryaceae. Inga underarter finns listade i Catalogue of Life.